# Dvanáctá oběť
Dvanáctá oběť je v pořadí třetí román amerického spisovatele detektivních knih Michaela Connellyho s losangeleským detektivem Hieronymem "Harrym" Boschem v hlavní roli. Connelly prozradil, že nápad na zápletku Dvanácté oběti dostal, když četl knihu o skutečných kriminálních případech napsanou pro forenzní specialisty.

## Děj knihy
Detektiv Harry Bosch je na stopě sériovému vrahovi, přezdívanému "Panenkář", který na svých obětech používá make-up. Harry dostane tip od jedné prostitutky, která v koupelně jednoho ze svých zákazníků, Normana Churche, narazí na velké množství ženského make-upu.
Bosch se vydává k Churchově garáži a poté, co se identifikuje jako policista, vpadne dovnitř. Tam narazí na nahého Churche a poručí mu, ať se nehýbe. Když ale Church začne vytahovat něco zpod polštáře, Bosch jej zastřelí. Bosch je následně vyšetřován vnitřním oddělením, ale nakonec není obviněn. Protože se však při zásahu nedržel policejních předpisů, je přeložen z elitního oddělení loupeží a vražd zpátky na hollywoodské oddělení. Nalezený make-up se shoduje s make-upem nalezeným u předchozích devíti Panenkářových obětí.
O čtyři roky později podá Churchova vdova na Bosche žalobu. Její právní zástupce popíše Bosche jako kovboje, který bere spravedlnost do vlastních rukou, aby se pomstil za nevyřešenou vraždu své matky, která byla zabita, když byl ještě dítě.
Během procesu policie obdrží zprávu, která údajně pochází od Panenkáře, a která ji přivede k objevu nové oběti se stejným modus operandi jako u Panenkáře. Na rozdíl od jeho minulých obětí byla tato ukryta v betonu, ale všechny ostatní aspekty vraždy se shodují, včetně křížku nakresleného na nehtu na noze. Tato oběť společně s dalšími dvěma původními oběťmi zapadá do stejného vzorce: blondýny s velkým poprsím pracující v místním porno průmyslu, které zároveň vystupují jako luxusní prostitutky. Bosch a jeho tým podezřívají detektiva Mora z mravnostního, že to on Panenkáře napodobuje. Mora má vazby na místní porno průmysl, měl přístup k informacím o případu Panenkáře, a v době poslední vraždy nebyl v práci. Tým vyšetřovatelů začne Morau sledovat a Bosch se vloupá do Moraova domu, aby našel důkazy, že to on napodobuje Panenkáře. Místo toho zjistí, že Mora natáčí porno filmy s nezletilými dětmi. Mora se vrátí domů a nalezne tam Bosche, kterému vyhrožuje smrtí. V tu chvíli zbytek týmu dorazí na místo, prohledají Moraův dům a dojdou k závěru, že on pachatelem není. Mora však má informaci o tom, kdo by mohl být skutečným pachatelem, a uzavře s nimi dohodu. Prozradí jim jméno profesora Lockea a slíbí, že opustí policejní sbor. Na oplátku budou všechny jeho zločiny zapomenuty. Mora má informace o tom, že Locke byl viděn na natáčení pornofilmů, v kterých hrály zavražděné ženy.
Když se Bosch vrátí do své kanceláře najde na stole vzkaz od falešného Panenkáře, že nyní je na řadě „jeho blondýnka“. Bosch předpokládá, že má na mysli jeho přítelkyni Sylvii. Ta mu nebere telefon a tak hned posílá k jejímu domu hlídku. Když tam dorazí i Bosch nejde jen prázdný dům a realitního makléře, který jej ukazuje zájemcům. Sylvii pak najde ve svém vlastním domě a odveze ji do hotelu, kde bude v bezpečí. Sylvia sdělí Boschovi, že si potřebuje vzít nějaký čas na rozmyšlenou, jestli vůbec chce nadále žít s ním a jeho nebezpečnou prací.
Dalšího dne se Bosch vrací k soudu, protože porota bude rozhodovat o verdiktu. Právní zástupkyně Churchovy vdovy, Honey Chandlerová, se však vůbec nedostaví. A protože je také blondýna, vyšle Bosch policejní hlídku k jejímu domu. Porota nakonec rozhodne ve prospěch žalující strany a přiřkne Churchově vdově peněžitou náhradu škod ve výši jednoho dolaru. Když se Bosch konečně dostane k domu Honey Chanderové, je již 48 hodin po smrti. Byla zabita stejným způsobem jako všechny Panenkářovy oběti, s tím rozdílem, že jsou navíc na celém jejím těle nalezeny popáleniny a kousance. Locke, který byl několik dní nezvěstný, se objeví na místě činu. Bosch a Edgar jej vyslechnou, ale brzy zjistí, že má neprůstřelné alibi a vyloučí jej z okruhu podezřelých. Na místě činu se objeví také Joel Bremmer, spisovatel, který napsal po Churchově smrti knihu o Panenkářovi. Bosch pak sleduje Bremmera až do jeho domu, kde se zeptá, jestli by mohl jít dál na skleničku, a probrat s ním svůj soudní proces. Když se Bremmer vráti se dvěma pivy v ruce, Bosch Bremmera obviní z toho, že to on napodobuje Panenkáře. Bremmer Bosche napadne a při tom získá jeho zbraň. Bosch využije Bremmerovy pýchy a podaří se mu z něj vylákat přiznání. Bosch totiž předtím nalezl vzkaz, který falešný Panenkář poslal Chandlerové, a v kterém se zmiňuje o článku v Los Angeles Times, který ovšem vyšel až poté, co byl vzkaz odeslán. Díky tomuto faktu začal Bremmera podezřívat. Před tím než Bremmer Chandlerovou zabil tak ji mučil, aby zjistil, kam obálku se vzkazem ukryla. Bremmer se pokusí Bosche zastřelit, ale zbraň není nabitá. Bosch vytáhne zásobník, který měl ukrytý v ponožce, udeří s ním Bremmera a pak jej zatkne. Bosch také v místnosti ukryl nahrávací zařízení ve chvíli, kde Bremmer odešel pro pivo.
Následující den Bosch přinutí státního návladního aby Bremmera obžaloval z vraždy prvního stupně, protože oblastní návladní nebyl spokojen s množstvím důkazů. Policie poté obdrží povolení k odběru Bremmerovy krve, vlasů a otisků zubů, které se shodují s kousanci na těle Honey Chandlerové. Bremmerovo pubické ochlupení se také shoduje s ochlupením nalezeným u dvou původních Panenkářových obětí. Bremmer si také pod falešným jménem pronajal u specializované firmy skladovací prostor, v němž policie nalezne videonahrávky s Bremmerovými vraždami. Bremmer s policií uzavře dohodu a výměnou za doživotní trest bez možnosti propuštění přivede policii k tělům zbývajících obětí. Harry si pak vezme dva týdny dovolenou, aby se mohl věnovat pracím na svém domě. Sylvia se k němu nakonec vrátí a společně pak vyrazí na víkendovou dovolenou.

## Postavy v knize
- Harry Bosch – Detektiv losangeleského policejního oddělení
- Honey "Money" Chandler – Právní zástupce žalující strany
- Rodney Belk – Právní zástupce městské části Hollywood
- Lieutenant Harvey "Ninety-Eight" Pounds – Boschův nadřízený
- Joel Bremmer – Dopisovatel pro deník Los Angeles Times; po Churchově smrti napsal knihu o Panenkářovi
- Jerry Edgar - Boschův partner
- Dr. John Locke – Profesor psychologie, který policii pomáhal v případu Panenkář
- Hans Rollenberger – Vedoucí vyšetřovacího týmu v případu falešného Panenkáře
- Alva Keyes – Soudce okresního soudu
- Sylvia Moore – Boschova přítelkyně; středoškolská učitelka angličtiny
- Irvin Irving – Zástupce náčelníka policie LA